# Affaire Cats Falck
L'Affaire Cats Falck débute avec la disparition mystérieuse le 18 novembre 1984 d'une journaliste de la télévision suédoise, Cats Falck, et de l'une de ses amies, Lena Gräns. Les deux jeunes femmes sont aperçues pour la dernière fois à la sortie d'un restaurant du centre de Stockholm. La presse s'empare immédiatement de l'affaire, mais malgré les nombreux témoignages du public, l'enquête fait du surplace pendant de longs mois. 
Ce n'est que six mois plus tard, le 22 mai 1985, que les corps des deux femmes sont retrouvés au fond d'un canal du centre de Stockholm, dans la voiture de Lena Gräns. La police conclut rapidement à un banal accident de la circulation, mais les proches des victimes et une partie de la presse rejettent ces conclusions. On pense que Cats Falck aurait pu être tuée en connexion avec ses activités journalistiques, et l'hypothèse d'un assassinat perpétré par les services secrets est-allemands revient régulièrement sur le devant de la scène.

## Faits
Dans la soirée du dimanche 18 novembre 1984, Cats Falck, une jeune journaliste de 31 ans travaillant pour la télévision suédoise, et son amie Lena Gräns, 32 ans, dinent ensemble au restaurant Öhrns Hörn dans le quartier de Södermalm à Stockholm. Aux alentours de 21 h 30, les deux femmes quittent le restaurant à bord de la Renault 12 blanche de Lena Gräns. C'est la dernière fois qu'elles sont vues vivantes. Le lendemain matin lundi, Falck ne se présente pas sur son lieu de travail, et Gräns ne se rend pas au domicile de son ex-mari pour récupérer ses enfants. La police est rapidement alertée.
Les médias s'intéressent immédiatement à l'affaire, qui fait les gros titres des journaux, et devient bientôt un feuilleton quotidien dans la presse tabloïde. Les enquêteurs reçoivent de très nombreux témoignages du public, la présence de la Renault 12 et des deux femmes étant signalée aux quatre coins du pays, mais ces pistes se révèlent infructueuses. La disparition du véhicule lui-même oriente les recherches vers les eaux de l'archipel de Stockholm, dans lesquelles les plongeurs multiplient les sorties. En vain. Après quelques semaines l'enquête sur la disparition semble au point mort.
Les mois s'écoulent, et l'espoir de retrouver un jour la trace des deux femmes s'amenuise. Mais le 22 mai 1985 à 20 h 40, la Renault 12 est repérée par des militaires du régiment d'artillerie côtière de Vaxholm, lors d'un exercice de plongée dans le canal de Hammarby, un bras d'eau du centre de Stockholm. Situé non loin du domicile de Falck, ce canal avait pourtant déjà été fouillé à six reprises par diverses équipes de plongée. Les deux corps retrouvés à l'intérieur du véhicule sont rapidement identifiés : il s'agit bien des dépouilles de Cats Falck et Lena Gräns.
Les policiers concluent rapidement à un banal accident de la circulation. À leur sortie du restaurant, les deux femmes auraient pris la direction du domicile de Falck, pour s'y changer avant de ressortir. Falck, qui vient tout juste d'obtenir son permis de conduire, aurait alors pris le volant de la voiture de son amie. Sous l'effet de l'alcool (les deux femmes viennent de partager une bouteille de vin), dans la nuit et sur une chaussée glissante, elle aurait perdu le contrôle du véhicule, pour finir dans le canal.

## Piste criminelle
Les proches des deux victimes refusent de croire à un simple accident. La présence de Falck au volant, chaussée de talons hauts et après un repas bien arrosé, leur parait particulièrement incongrue. D'aucuns pensent que les enquêteurs sont allés trop vite en besogne, et ont négligé des éléments troublants. Ainsi, la cause de la mort des deux femmes ne serait pas la noyade, le lieu où la Renault 12 a été retrouvée est situé à plus de 500 mètres du lieu supposé de l'accident, les traces d'éraflures sur le véhicule n'ont pas été analysées. Plus étonnant encore, un bijou appartenant à Gräns est retrouvé sur le quai. On imagine un crime, déguisé en accident.
Dès les années 1980, l'hypothèse d'un assassinat lié aux activités professionnelles de Falck est évoquée. La journaliste aurait été sur le point de faire des révélations sur une affaire de trafic de technologie liée à l'entreprise suédoise Asea : des ordinateurs et des logiciels d'origine américaine auraient été illégalement exportés vers la RDA via la Suède. Cette piste n'est toutefois pas jugée très crédible, et pendant de nombreuses années, c'est la thèse de l'accident qui est privilégiée.
En 1997, plus de dix ans après la disparition, une série de lettres anonymes est envoyée à des journalistes en Allemagne ainsi qu'à la police suédoise. Cette fois-ci, il est fait état d'un lien avec l'affaire Bofors : Falck aurait été assassinée par la Stasi, les services de renseignements est-allemands, parce qu'elle enquêtait sur un trafic d'armes entre la Suède et le golfe Persique, via la RDA. Les lettres évoquent aussi la mort de Carl-Fredrik Algernon, contre-amiral suédois tué le 15 janvier 1987 par une rame du métro de Stockholm, alors qu'il enquêtait lui aussi sur l'affaire Bofors(d'autres noms circuleraient, entre autres le chercheur Svante Oden et le footballeur Lutz Eigendorf). Là encore, les services secrets est-allemands sont mis en cause. Sur la base de ces informations, la police allemande et la police suédoise ouvrent des enquêtes, sans toutefois obtenir de résultat tangible. La police suédoise conclut une nouvelle fois que la mort de Falck et Gräns résulte d'un banal accident de la circulation.
Le 22 septembre 2003, l'affaire Cats Falck revient sur le devant de la scène avec l'arrestation en Allemagne d'un certain Jürgen G., soupçonné d'être un ancien tueur de la Stasi – il aurait commis jusqu'à 25 assassinats. Selon le quotidien allemand Berliner Zeitung, Falck figurerait sur la liste de ses victimes. Mais les éléments à charge contre Jürgen G. se révèlent rapidement bien minces, et il est remis en liberté dès le mois de décembre 2003. Les poursuites sont finalement abandonnées en 2006.